# Allophylus melliodorus
Allophylus melliodorus là một loài thực vật có hoa trong họ Bồ hòn. Loài này được Gilg ex Radlk. mô tả khoa học đầu tiên năm 1908 publ. 1909.